# Lampron
El castell de Lampron (armeni: Լամբրոն, Lambron; francès: Les Embruns; turc: Namrun Kalesi) fou la fortalesa més important del Regne d'Armènia Menor i la llar dels prínceps de la dinastia hethumiana. Estava en les Muntanyes del Taure, construït originàriament per vigilar el pas entre Tars, el riu Cidnos i les Portes de Cilícia. Actualment, les seves ruïnes estan a prop de la ciutat de Çamlıyayla, situada en la província de Mersin, a Turquia.

## Història
Com altres castells de les muntanyes de l'antic Regne d'Armènia Menor, Lampron està construït sobre un pedestal de roca de gres que, en aquest cas, es projecta des d'un cim anomenat Bulgar Dağı. Els armenis ocuparen aquest lloc quan era territori de l'Imperi Romà d'Orient, a finals del segle xi, època en què Ōšin rebé el feu de Lampron i el títol de sebast. En els cinquanta anys següents esdevingué la seu del hethumides. La fortalesa superà diversos intents de setge (1171, 1176 i 1182) i fou finalment capturada a començaments del segle xiii pel rei rubènida Lleó II emprant el subterfugi de casar la seva neboda amb un dels nobles de la dinastia Hetumida. Mentre tots estaven assistint a la festa de noces, celebrada a Tars, l'exèrcit de Lleó ocupà el castell. A començaments de la dècada del 1240, aquest lloc fou l'epicentre d'una seriosa revolta contra el rei, quan el baró Constantí s'alià amb el soldà seljúcida Kaykhusraw II per atacar el rei armeni Hethum I. El decisiu contraatac fou comandat pel conestable Simbaci, baró de Papeřōn. Constantí fou capturat i executat el 1250, acusat d'alta traïció. El 1309 i 1310 la fortalesa fou emprada com a presó per retenir el rei de Xipre, Enric II. A finals del segle xiv, una tropa de soldats mamelucs ocupà Lampron.

## Descripció
El castell està convenientment situat en la intersecció de tres valls elevats, des d'on es poden vigilar diversos camins. Fins i tot s'hi pot albirar el castell de Sinap, que està a sis quilòmetres cap al nord-est. La construcció de Lampron cobreix una àrea d'aproximadament 330 per 150 m. Hi ha un desnivell d'uns 50 metres des del castell fins a la vall que hi ha a sota. En l'extrem nord-oest hi ha un fossat sec fet expressament per separar la fortalesa de la resta de la muntanya. La fortalesa està dividida en dues parts: una envoltada per una muralla prima i baixa al sud i a l'oest, i la resta envoltada per una muralla gruixuda que és únicament accessible per una escala tallada en la roca que du a un passadís estret en forma de corba. En la banda sud i est de la muralla gruixuda hi ha les restes de nombrosos edificis, molts dels quals tenien com a fonaments la mateixa roca de la muntanya. En la zona nord hi ha sis grans cambres amb sostre de volta, dues de les quals tenien obertures per a arquers. Aquestes sis cambres adjacents estaven construïdes amb carreus acuradament tallats. En la part baixa, a sota de la muralla baixa, al sud-oest, hi havia una petita cambra de bany, d'estil medieval.